# 大君主
大君主（朝鮮語: 대군주）は、李氏朝鮮が1895年1月7日（旧暦1894年12月12日）から1897年10月12日まで使用した君主の称号である。この言葉は、西洋の君主国の君主を朝鮮語で指すときにも使用された。

## 概要
1894年7月に、李氏朝鮮政府は、開国紀年（개국기년）を宣言して、既存の対外的に書いた清の対内的に使用した明の年号の「崇禎」を廃止し、中国王朝に服属しない完全な自主国であること宣言した。
同じ脈絡で1895年1月7日（高宗 31年旧暦12月12日） <洪範14条（洪範十四條）>を発表し、中国との宗属関係を終えると宣言して「大君主」という称号を使うようになった。これにより、国王と関係各種格式を諸侯王ではなく、皇帝に準ずるものと変えれ称号だけ皇帝よりも低い形となった。大君主の称号の導入に加えて「大君主陛下」、「王太后陛下」、「王后陛下」、「王太子殿下」、「王太子妃殿下」のような称号と呼称が導入された。また、「専文」は、「表文」に格上げされ、「寡人」は「朕」で、大君主の命令は、皇帝と同じように「勅・敕」と呼ぶようにした。事実、このような大君主の称号の導入は、10年前の甲申政変時政変勢力が施行しようとしていたものと大同小異した。
欧州諸語では以前と同じ称号（英語の場合king）が使用された。
1897年に帝国が宣言されて国号を大韓帝国に改め、高宗が皇帝になると大君主の称号が廃止された。

## 訳語としての活用
大君主という称号は、西洋の王（英語の場合king ）を指す言葉でも使用された。
たとえば顎修好通商条約では、朝鮮の国王を「大朝鮮国の君主」とし、 オーストリアの皇帝の兼職称号であるボヘミア国王を「蒲希米亞大君主」、ハンガリー国王を「大傳敎君主」と翻訳した。 ハンガリーの使徒王を「享加利」と翻訳した。

## 注意
現代韓国で使われている朝鮮語では、英語overlord（オーバーロード）に対応する訳語としても使われる。  overlord  は封建制度の指揮下にいくつかの君主を抱えている君主を意味する。